# Penny Toler
Virginia Marlita Toler, detta Penny (Washington, 24 marzo 1966), è un'ex cestista, allenatrice di pallacanestro e dirigente sportiva statunitense, professionista nella WNBA.

## Carriera
Con gli Stati Uniti ha disputato i Campionati americani del 1989.